# エマーヌエール・ラスカー
エマーヌエール・ラスカー（Emanuel Lasker, 1868年12月24日 - 1941年1月11日）はユダヤ系ドイツ人の数学者・チェスプレーヤー。ブランデンブルク州ベルリーンヒェン（現ポーランド・西ポモージェ県バルリネク）に生まれた。
哲学・数学を学んだ。国際チェス競技で九回優勝した後、1894年選手権を獲得したが、1921年キューバのホセ・カパブランカに敗れた。
ナチス政権下のユダヤ人迫害を受けて1933年イギリスに、1935年にはソ連のモスクワに、1937年にはアメリカのニューヨークに移住し、同地で没した。

## 逸話
ラスカーは心理学の要素をチェスに持ち込み、対戦相手のスタイルを綿密に研究した上で試合に挑んだ。チェスは偶然の要素がほとんどないゲームだが、ラスカーは人間同士のチェスにおいては心理状態が重要な要素となることを心得ていた。彼は序盤戦の準備にはあまり意味を認めていなかったが、これはわざと劣勢な序盤戦を展開することで、相手の裏をかく狙いがあったためであるとも言われている。
そのため、彼は不利な局面からでも目一杯の頑張りを見せ、最後まで決して諦めないチェスを指したと評価されている。
チェスの原理からベルクソンに近い生の哲学を導来し、また政治的問題をも、チェスの考え方によって解決してみようと試みた。
兄はエルゼ・ラスカー＝シューラーと結婚したこともある。

## コメント
- "チェスは、この地球上に限定されたゲームであるが、囲碁はもっと宇宙的だ。もし、地球外に文明があって、その住民が我々と同じようなゲームをしているとしたならば、まちがいなくそれは囲碁であろう。"
- "Chess is a game restricted to this world, go has something extraterrestrial. If ever we find an extraterrestrial civilisation that plays a game that we also play, it will be go, without any doubt."
- "The acquisition of harmonious education is comparable to the production and the elevation of an organism harmoniously built.  The one is fed by blood, the other one by the spirit; but Life, equally mysterious, creative, powerful, flows through either." — Manual of Chess

## 著作
- Common sense in chess（1895年）
- Das Begreifen der Welt（1913年）
- Die Philosophie des Unvollendbar（1919年）
- Lehrbuch des Schachspiels
  - 英語翻訳版：Lasker's Manual of Chess（1925年/1926年）
- as famous in chess circles for its philosophical tone as for its content.
- Brettspiele der Völker（1931年）
- The community of the future（1940年）

## 文献案内
- World chess champions by Edward G. Winter, editor. 1981 ISBN 0-08-024094-1
- J. Hannak, Emanuel Lasker: The Life of a Chess Master (1952, reprinted by Dover, 1991). ISBN 0-486-26706-7
- Ken Whyld, The Collected Games of Emanuel Lasker (The Chess Player, 1998)
- Twelve Great Chess Players and Their Best Games by Irving Chernev; Dover; August 1995. ISBN 0-486-28674-6